# Оленувка
Оленувка (пол. Olenówka) — село в Польщі, у гміні Дорогуськ Холмського повіту Люблінського воєводства.
Населення — 134 особи (2011).
У 1975-1998 роках село належало до Холмського воєводства.

## Демографія
Демографічна структура станом на 31 березня 2011 року:
|          | Загалом | Допрацездатний вік | Працездатний вік | Постпрацездатний вік |
| -------- | ------- | ------------------ | ---------------- | -------------------- |
| Чоловіки | 62      | 12                 | 42               | 8                    |
| Жінки    | 72      | 15                 | 40               | 17                   |
| Разом    | 134     | 27                 | 82               | 25                   |